# Altamira FC
Altamira Fútbol Club – meksykański klub piłkarski z siedzibą w mieście Altamira, w stanie Tamaulipas. Obecnie gra na drugim szczeblu rozgrywek – Liga de Ascenso. Domowe mecze rozgrywa na stadionie Estadio Altamira.

## Historia
Klub został oficjalnie założony 9 sierpnia 2001 pod nazwą Estudiantes de Santander przez Enrique de Hitę. Logo ekipy, przedstawiające okręt, kotwicę i fabrykę, nawiązuje do portowego miasta Altamira, natomiast granatowo–białe barwy symbolizują Zatokę Meksykańską. Miesiąc wcześniej, w lipcu 2001, setki młodych ludzi ze stanu Tamaulipas na prośbę klubu przeszło nabór na zawodników i kilkunastu z nich dołączyło do kadry zespołu. Drużyna przystąpiła do rozgrywek trzeciej ligi meksykańskiej – Segunda División – pod szyldem filii pierwszoligowego San Luis FC, a później Pumas UNAM. Po sezonie 2002/2003 zespół wywalczył awans na zaplecze najwyższej klasy rozgrywkowej – Primera A – jednak spadł z niej już po dwóch latach.
W 2006 roku klub zmienił nazwę na Altamira Fútbol Club, w międzyczasie uniezależniając się od pierwszoligowych drużyn. Po sezonie 2009/2010 ekipa Altamiry ponownie awansowała do drugiej ligi, nie wygrywając jednak rozgrywek trzecioligowych – zwycięzcy trzeciej ligi, Universidad del Fútbol i Chivas Rayadas, nie byli uprawnieni do występów na drugim szczeblu, będąc rezerwami odpowiednio CF Pachuca i Chivas de Guadalajara.

## Aktualny skład
Stan na 1 lutego 2013.
| Nr | Poz. | Piłkarz                |
| -- | ---- | ---------------------- |
| 1  | BR   | Santiago Morandi       |
| 2  | OB   | César Iván Sánchez     |
| 3  | OB   | Luis Fernando Sánchez  |
| 4  | OB   | Omar Jaime             |
| 5  | OB   | José Roberto Meza      |
| 6  | PO   | Mario Piñeyro          |
| 7  | PO   | Agustín Herrera        |
| 8  | PO   | Erick Rogelio Palafox  |
| 9  | NA   | Ulises Mendívil        |
| 10 | PO   | Marvin Piñón           |
| 11 | PO   | Pablo Jesús Mascareñas |
| 14 | PO   | José Alberto Tovar     |

| Nr | Poz. | Piłkarz                 |
| -- | ---- | ----------------------- |
| 15 | OB   | Hugo Emiliano Rodríguez |
| 16 | PO   | Gerardo Galindo         |
| 17 | PO   | Felipe Alfredo Ríos     |
| 18 | PO   | César Rosario Morales   |
| 19 | NA   | Óscar Fernández         |
| 20 | OB   | Alexis Egea             |
| 21 | NA   | Antonio Salazar         |
| 25 | OB   | Carlos Alberto Cuevas   |
| 31 | BR   | Martín Alejandro Cruz   |
| 57 | NA   | Samer Haj Omar          |
| 73 | PO   | Rolando González        |